# 스코샤 플라자

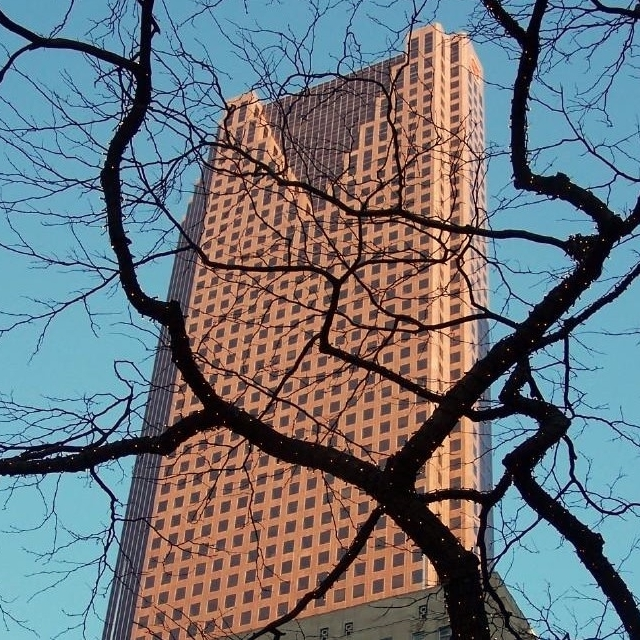
핑크 타워. 토론토 도미니언 센터 앞 나무 사이로 바라봄.

스코샤 플라자(Scotia Plaza)는 캐나다 온타리오주 토론토에 위치한 상업용 콤플렉스이다. 이 콤플렉스는 일반적으로 동쪽으로는 영 스트리트, 남쪽으로는 킹 스트리트 웨스트, 서쪽으로는 베이 스트리트, 북쪽으로는 애들레이드 스트리트 웨스트에 둘러싸인 다운타운 토론토의 파이낸셜 구에 위치해있다.
스코샤 플라자에는 크게 두 개의 콤포넌트가 있다.
첫 번째는 킹 스트리트 웨스트 44번지에 위치한 유서 깊은 스코샤 은행 본부 빌딩이다. Mathers and Haldenby가 Beck and Eadie와 함께 설계하였다. 1946년에 착공하여 1951년에 완공되었다. 이 건물은 115 m 높이이며, 층수는 27층이다. 1975년 토로토 시 당국에 의해 온타리오 문화유산 법 하에서 관리되고 있다. 신규 건물인 68층 구조물과 잘 연결되는 14 층짜리 유리 아트리움을 포함 건축 설계가 바뀌는 등 완전히 리노베이션되었다.
두 번째는 좀 더 현대적인 건축물인 68층 건물이다. 이 건물은 지상 68층에 지하 6층인데, 영 스트리트 104번지와 애덜레이드 스트리트 웨스트 11번지에 작은 규모의 확장 건물을 포함한다. 예전 애들레이드 스트리트에 있었던 우드 건디 빌딩의 외벽과 영 스트리트에 있던 던필드 빌딩의 외벽과 연결된다. 설계는 WZMH 아키텍츠가 했다. 이 현대식 구조물은 1985년부터 1992년까지 건축되었다. 대부분의 사무용 고층 건물이 건축구조물의 하중을 떠받치기 위해 강철을 사용하며 유리로 외벽을 두르는 데 반해, 이 68층짜리 타워는 고강도 강화 콘크리트로 지어졌다. 스웨덴에서 채석되고, 이탈리아에서 가공된 후, 캐나다로 수입된 나폴레옹 화강암이 건물의 내외장재로 일부 쓰였다. 275 m 높이의 메인 타워는 캐나다에서 두 번째로 높은 건물이다. 북아메리카에서는 21번째로 높은 건축물이다.
스코샤 플라자 1층에 있는 아트리움이 이 건물의 주요 특색이다. 커다란 은행 홀이 있으며, 고전적인 멋과 현대적인 멋이 조화된 모습을 보이고 있다. 이 홀에는 40 m 크기의, 금속 구조물이 있는데, 그 이름은 "서클 오브 더 프로빈시즈"(Circle of the Provinces)라고 한다. 여기서 사람들은 뱅크 오브 노바 스코샤의 본점 은행의 출납 서비스를 이용한다.
건설 프로젝트의 최대 관건 중 하나는 8년간의 건축 기간 중 뱅크 오브 노바 스코샤의 본부 사무소 기능과 토론토 메인 뱅킹 지점의 역할을 수행하면서 동시에 그것에 방해를 최대한 적게 주면서 건축을 하는 일이었다. 은행의 프로젝트 및 건설 관리사업자는 Goldie-Burgess Ltd. 이었으며, 뒤이어 W. Tamm Consulting Limited 가 그 자리를 이었다.
스코샤 플라자는 패스 네트워크를 통해 토론토 내 다른 건물들과 연결된다. 스코샤 플라자에는 190000 제곱미터의 사무실 공간이 있으며, 40 개의 상점이 들어서 있다. 스코샤 은행 본부로 계속 쓰이고 있다.
스코샤 플라자가 건축되는 중에 영화 《Three Men and a Baby》의 촬영이 건설 현장에서 진행되기도 하였다.

## 같이 보기
- 토론토의 마천루 목록
- 캐나다의 마천루 목록